# King Kester Emeneya
Jean Baptiste Emeneya Mubiala, (Quicuíte, 25 de dezembro de 1965 — Paris, 13 de fevereiro de 2014), mais conhecido pelo nome artístico King Kester Emeneya, foi um famoso cantor, compositor, dançarino, arranjador vocal e produtor quinxassa-congolês.
Quando era estudante de ciências políticas na Universidade de Lubumbashi, em 1977, juntou-se à banda "Viva la Musica", do Papa Wemba. Depois de alcançar o sucesso com várias canções populares, tornou-se o cantor africano mais popular na década de 1980 e criou sua própria banda, "Victoria Eleison", em 24 de dezembro de 1982.
King Kester Emeneya era um mistério, uma ave rara que a música quinxassa-congolesa nunca tinha conhecido. Com 37 anos de carreira, Emeneya vendeu milhões de discos em todo o mundo.
Emeneya foi inovador com sua música. Foi o primeiro músico de África Central incorporar instrumentos electrónicos (sintetizadores) em seu álbum intitulado Nzinzi que vendeu mais de um milhão de cópias. Depois de anos de sucesso com populares canções, em 1993, lançou seu álbum Everybody distribuído por Sonodisc. Foi um grande sucesso a nível internacional. Em 1997, depois de uma ausência de sete anos, King Kester regressou à RDC. Cerca de 80.000 pessoas participaram do primeiro concerto depois do seu regresso, que foi um recorde de acordo com os meios de comunicação quinxassa-congoleses. Conta com mais de 1.000 músicas e fez representações nos cinco continentes.
Desde 1991 até sua morte em 2014, King Kester Emeneya viveu principalmente em França com a sua família. 

## Biografia

### Infânciaejuventude
Jean Baptiste Emeneya Mubiala, nascido em 25 de dezembro de 1965 Quicuíte, capital de Cuílo na República Democrática do Congo. Com dezessete anos de idade, Jean Emeneya integra no grupo "Anges Noirs" com Lidjo Kwempa. Jean Baptiste Emeneya Mubiala frequentou Instituto "Dom Bosco" de Quicuíte. Após ter obtido o seu diploma no Instituto "Longo à Idiofa", ele foi estudar ciências políticas e administrativas ena Universidade de Lubumbashi. Em junho de 1977, torna-se membro da banda "Viva la Musica" do Papa Wemba até ao final do ano de 1982. Jean Baptiste, criou o seu próprio grupo o Victoria Eleison no dia 24 de dezembro de 1982.

## Carreira
King Kester Emeneya, foi o primeiro artista africano introduzir o sintetizador e a programação musical assistida por computador na música quinxassa-congolesa, rompendo com o estilo Folk representado na altura, pela famosa banda Zaiko Langa-Langa. Daí resultou um álbum Nzinzi em 1987 com um enorme sucesso comercial e vendeu milhões de exemplares. Depois de muitos anos de sucesso com músicas populares, em 1993, ele lançou seu álbum Everybody distribuído por Sonodisc com uma qualidade de som excepcional. Everybody foi um grande sucesso a nível internacional.
Durante sua carreira, Emeneya Mubiala recebeu muitos prêmios no plano internacional e nacional, sendo sucessivamente o de maior destaque do ano no Congo-Quinxassa de 1982 a 1989. Werrason e JB Mpiana tiveram suas músicas e o seu ritmo musical como referência para criar a banda Wenge Musica. Emeneya também era o Roi de la Sape com suas roupas sobre medida Gianni Versace, Masatomo e Levi Strauss & Co.. É graças a ele que Gianni Versace, Masatomo, JM Weston, etc.. São populares no continente africano. Ele fez dos álbuns uma qualidade de som excepcional como "Nzinzi", "Everybody", "Live in Japan", sucesso loucos e tantos outros....
Artista de renome internacional, aconteceu em vários continentes. Em setembro de 1988, ao lado de Pepe Kalle, Aurlus Mabele, François Lougah, acontece no concerto de Abeti Masikini no Zénith de Paris. Ele também teve show no Japão em 1991 e na América do Norte. Ele ainda é produto com seu grupo no Zénith de Paris em 2001 e no Olympia de Paris em 2002 e 2008. Seus concertos sempre foram reconhecidos como "Show do Ano" pela imprensa quinxassa-congolesa. Outro espetáculo teve lugar na Suíça com mais de 12 000 pessoas, uma primeira vez para um artista africano neste país.
Em 26 de outubro de 1997, mais de 30 000 pessoas foram a acolher no aeroporto internacional de Ndjili, em Quinxassa, no seu regresso ao país após 7 anos de ausência. Em 15 de novembro de 1997, ele foi considerado como o primeiro artista quinxassa-congolês fazer um grande concerto no Estádio dos Mártires de Pentecostes perante mais de 80 000 pessoas nunca igualado a este dia.
Com mais de 1000 músicas em sua carreira, Emeneya foi recebido várias vezes pelo presidente Mobutu Sese Seko, por três vezes pelo presidente Laurent-Désiré Kabila e duas vezes pelo presidente Joseph Kabila. A honra foi-lhe concedido pelo presidente Mobutu de embelezar a festa da visita do presidente francês François Mitterrand no palácio dos congressos de Quinxassa em 1984.
Em 18 de outubro de 2002, ele foi o primeiro músico quinxassa-congolês a ensinar a aula de canto na Universidade de Limerick, na República da Irlanda, como "professor visitante". 

## Vida pessoal
King Kester Emeneya viveu com a sua família em França desde 1991 até a sua morte em 2014. Ele teve duas residências oficiais em Quinxassa, no luxuoso bairro Ma Campagne. Uma delas chamada “The King Ranch” e o outro “La Maison-Blanche” em referência à Casa Branca em Washington.
King Kester Emeneya faleceu na sequência de um ataque cardíaco no dia 13 de fevereiro de 2014 às 5h30 no Centro Cirúrgico Marie-Lannelongue em Le Plessis-Robinson com a idade de 57 anos.
Emeneya deixou após a sua morte 12 filhos: Afimiko, Yannick, Samantha, Marylin, Kévin, Miles, Leslie, Bradley, Gregory, Brandon, Francklin e Preston nascido em 13 de julho de 2014. Ele teve 12 crianças oriundas de três mulheres.
Ele foi enterrado no dia 2 de março de 2014 na necrópole do Nsele em Quinxassa.
O funeral do King Kester Emeneya continua ser a maior manifestação de todos os tempos no Congo-Quinxassa. O Papa Francisco recebeu, no Vaticano, a esposa de Emeneya e seus filhos no dia 6 de abril de 2014, para apresentar-lhes as suas condolências as mais tocadas por essa enorme perda. Em 2 de março de 2014, o presidente Joseph Kabila decorou Emeneya postumamente às ordens nacionais para o seu serviço e a sua contribuição extraordinária na música quinxassa-congolesa. Em 25 de abril de 2014 em um festival homenagear a sua memória mais de 40 pessoas morreram na sequência de uma briga no estádio do 30 de junho em Quicuíte.

## Discografia

### Álbuns de estúdio
| - 1977 : Miléna - 1978 : Kaba Zonga - 1978 : Ndako Ya Ndélé - 1979 : Kayolé - 1979 : Ata Nkalé - 1980 : Dikando - 1980 : La Runda - 1980 : Dembela, Ngonda - 1981 : Mishueni, Fleur d'été, Horoscope - 1983 : Naya - 1983 : Ngabelo - 1983 : Okosi ngai Mfumu - 1983 : Surmenage - 1986 : Kimpiatu - 1986 : Willo Mondo - 1986 : Wabelo - 1986 : Manhattan - 1987 : Ambenzo - 1987 : Deux Temps / Kwassa Kwassa - 1987 : Nzinzi | - 1990 : Mokusa - 1991 : Djo Kester - 1992 : Polo Kina - 1993 : Every Body - 1994 : Live in Japan - 1995 : Live - 1996 : Pas de contact - 1997 : Succès Fous - 1998 : Mboka Mboka - 1999 : Never Again Plus Jamais - 2000 : Longue Histoire (Volume 1 & 2) - 2001 : Live au Zénith de Paris - 2002 : Live à l'Olympia de Paris - 2002 : Rendre à César... ce qui est à César - 2002 : Nouvel Ordre - 2006 : Skol - 2007 : Le Jour le plus long - 2015 : This is Me |

## Vídeografia VHS/DVD
- 1998 : Mboka Mboka
- 2000 : Mutu ya Zamani
- 2000 : Longue Histoire (Videoclipe)
- 2001 : Live au Zénith de Paris
- 2002 : Live à l'Olympia de Paris
- 2002 : L'esprit Libre (Videoclipe)
- 2006 : The Best of King Kester Emeneya (1-2, clips)
- 2007 : Le Jour le plus long
- 2014 : Emeneya King Kester Hommage 1956-2014